# Jean Villepelet
 (mars 2023).
Jean Joseph Léonce Villepelet (né le 12 septembre 1892 à Saint-Amand-Montrond où il est mort le 23 janvier 1982) est un prélat français, évêque de Nantes de 1936 à 1966.

## Biographie
Jean Villepelet est ordonné en 1916 comme prêtre de l'archidiocèse de Bourges. En 1921, il devient docteur en droit canon.
En 1923, il est professeur au grand séminaire de Bourges dont il devient la même année le directeur ; en 1925, il est désigné vicaire général du diocèse.
Il est consacré évêque de Nantes le 13 octobre 1936 par Louis Fillon avec comme co-consécrateurs Pierre Gerlier et François-Louis Auvity. Il reste évêque jusqu'au 2 juillet 1966, date à laquelle il est nommé évêque titulaire de Rucuma (de) (Tunisie). Il conserve cette fonction jusqu'au 10 décembre 1970.
Il est fait chevalier de la Légion d'honneur en 1956 en raison de ses interventions pour éviter en octobre 1941 l'exécution de 50 otages par les autorités allemandes d'occupation.

## Succession apostolique
Jean Villepelet a ordonné les évêques suivants :
- Évêque Octave-Marie Terrienne, M.S.C. (1938)
- Évêque Félix Guiller (1947)
- Évêque François Xavier Arthur Florent Morilleau (1954)
- Évêque Joseph-Marie-Eugène Bretault, M. Afr. (1954)
- Évêque Pierre-Auguste-Antoine-Marie Guichet, M.S.C. (1961)
- Évêque Patient Honoré Pierre Yvon Redois, S.M.A. (1964)

## Publications
Il est l'auteur de nombreux ouvrages de spiritualité ou portant sur l'histoire religieuse du Berry ou du diocèse de Nantes.